# فوسکو جاکتی
فوسکو جاکتی (ایتالیایی: Fosco Giachetti؛ ‏ ۲۸ مارس ۱۹۰۰ – ۲۲ دسامبر ۱۹۷۴) هنرپیشه اهل ایتالیا بود.
از فیلم‌هایی که وی در آن نقش داشته است، می‌توان به خشم آشیل، دنباله‌رو، مؤسسه ریکوردی، برادران کارامازوف، عروسی خون، جوزپه وردی، معشوقه پنهانی، راهبهٔ مونتزا و شیپیو آفریکانوس: شکست هانیبال اشاره کرد.